# Jan Gerbicz
Jan, zwany Gerbicz, Gerbisz, Herbisz; od XIV wieku określany również przydomkiem Zdrajca, traditor (ok. 1240–1297) – biskup poznański.

## Życiorys
Pochodził z możnego rodu wielkopolskiego Nałęczów. Syn Tomasza, kasztelana poznańskiego. Być może uzyskał wykształcenie prawnicze. Swoją karierę duchowną rozpoczął najprawdopodobniej od urzędu kantora poznańskiego, który sprawował w latach 1269–1276. W dokumencie z 6 czerwca 1278 roku tytułuje się już archidiakonem. Wiadomo również, że był członkiem kapituły gnieźnieńskiej. Według Długosza sakrę biskupią z rąk arcybiskupa Jakuba Świnki otrzymał w maju 1286 roku w Lądzie. Od początku posługi na tronie poznańskim związany był z polityką Przemysła II i Jakuba Świnki. Prawdopodobnie z ich inicjatywy mediował w sporze między księciem Henrykiem IV Probusem a Tomaszem II Zarembą, biskupem wrocławskim, będąc współautorem przywileju nadanego przez tegoż księcia biskupstwu wrocławskiemu. W 1295 roku wziął udział w koronacji Przemysła na króla Polski, a po jego zamordowaniu w 1296 roku był sygnatariuszem układu krzywińskiego, na mocy którego Henryk III Głogowczyk miał objąć południową Wielkopolskę.
W zarządzaniu diecezją wykazywał się jako dobry administrator. Zakupił kilka wsi w Wielkopolsce, erygował ufundowany przez Przemysła II ołtarz Świętej Trójcy i Świętej Jadwigi w poznańskiej katedrze, ufundował kościoły parafialne w Lusowie (dokładniej w 1288 roku erygował parafię w istniejącym od 1244 roku kościele) i Mieszkowie oraz kolegiatę św. Jakuba w Głuszynie. W 1297 roku uzyskał dla biskupów poznańskich liczne posiadłości wraz z szerokimi immunitetami w księstwie czerskim na Mazowszu od Bolesława II mazowieckiego. Lokował na prawie magdeburskim miasta Słupcę i Śródkę (która stanowiła część konurbacji poznańskiej) oraz kilka wsi. Kilkakrotnie usiłował również uporządkować pobór dziesięciny w diecezji. Katedrze gnieźnieńskiej podarował znajdujący się do dziś w jej zbiorach spisany na pergaminie kodeks zawierający dekrety Grzegorza IX.
Dokładna data śmierci nie jest znana, lecz na dokumencie z 17 czerwca 1297 widnieje jeszcze jego imię, podczas gdy 20 grudnia tegoż roku na tronie biskupim zasiadał już Andrzej Zaremba.